# Sporadanthus ferrugineus
Sporadanthus ferrugineus là một loài thực vật có hoa trong họ Restionaceae. Loài này được de Lange, Heenan & B.D.Clarkson miêu tả khoa học đầu tiên năm 1999.